# Center for Selvmordsforskning
Center for Selvmordsforskning er en dansk selvejende institution under Børne- og Socialministeriet, hvis formål er at forske i selvmord og selvmordsforsøg samt fungere som videnscenter med henblik på at kunne anvende forskningsresultaterne i indsatsen for at forebygge selvmord.

## Historie
I slutningen af 1970’erne satte professor, dr.med. Niels Juel-Nielsen selvmordsforskning på dagsordenen på det daværende Psykiatrisk Institut ved Odense Universitet. Dette førte blandt andet til deltagelse i det nordiske forskningsprojekt Suicide in Scandinavia 1977-83 (støttet af Nordisk Samarbejdsnævn for Medicinsk Forskning). I 1985 blev Juel-Nielsen og Unni Bille-Brahe opfordret til at deltage i opbygningen og ledelsen af et fælleseuropæisk forskningsprogram initieret af WHO’s europæiske hovedkontor. Projektet WHO/EURO Multicentre Study on Parasuicide, der blev indledt i 1989, blev begyndelsen på udviklingen af et særligt Center for Selvmordsforskning ved Psykiatrisk Afdeling ved Odense Universitetshospital. I de efterfølgende fire år blev enheden hovedsageligt finansieret af Rockwool Fonden.
I 1991-1992 var centret sammen med daværende administrerende overlæge, dr.med. Knud Jensen – på Sundhedsstyrelsens opfordring – involveret i udarbejdelsen af planerne for og igangsættelsen af Center for Forebyggelse af Selvmordsadfærd i Odense, og i 1992 flyttede Center for Selvmordsforskning sammen med det nyoprettede forebyggelsescenter til en ældre villa i nærheden af sygehusområdet.
Siden 1994 har centret været finansieret af Socialministeriet, nu Børne- og Socialministeriet, ved hjælp af satspuljemidler. Af bevillingsskrivelsen fremgår det, at centret har til formål at:
| „ | forske i selvmord og selvmordsforsøg samt fungere som videnscenter med henblik på at kunne anvende forskningsresultaterne i indsatsen for at forebygge selvmord. Det er hensigten at iværksætte en indsats over for de grupper, hvor der er konstateret en høj selvmordsrisiko. Herudover skal centret udpege særlige indsatsområder i det forebyggende arbejde, herunder forestå undervisning og uddannelse af de personalegrupper, der til daglig arbejder blandt de grupper, hvor risikoen for selvmord er høj. Centret vil løbende undersøge virkningen af indsatsen for at imødegå selvmord. | “ |

Den 1. november 1997 blev centrets to registre Register for Selvmord og Register for Selvmordsforsøg godkendt som offentlige registre.
I 1999 blev centret etableret som en selvejende institution under Socialministeriet. I perioden 2001–2018 blev centret ledet af cand.pæd., ph.d. Lilian Zøllner.

## Opgaver
Formålet med centrets arbejde er:
- at forske i belastende og beskyttende faktorer for selvmordsadfærd og anden selvskadende adfærd og indgå i nationale og internationale forskningssamarbejder
- at føre to offentlige registre: Register for Selvmordsforsøg og Register for Selvmord for at bidrage med viden om selvmordsadfærd
- at samle, koordinere og formidle kvantitativ og kvalitativ viden om selvmordsadfærd og forebyggelse med henblik på at anvende denne viden i indsatsen for at forebygge selvmordsadfærd
- at bidrage til undervisning og uddannelse af de personalegrupper, der til daglig arbejder blandt de grupper, hvor risikoen for selvmordsadfærd er høj
- at foreslå indsatsområder i det forebyggende arbejde[1]

## Bestyrelse
Bestyrelsen består af syv medlemmer, der beskikkes af Børne- og Socialministeriet for en fireårig periode, som følger den kommunale valgperiode. Medlemmerne indstilles af:
- Børne- og Socialministeriet
- Sundheds- og Ældreministeriet
- Kommunernes Landsforening
- Danske Regioner
- Syddansk Universitet
- Center for Selvmordsforskning
- Efter indstilling fra den siddende bestyrelse udpeges et medlem, som så vidt muligt kommer fra undervisningssektoren[3]

Bestyrelsen træffer beslutning om de overordnede rammer for Center for Selvmordsforsknings aktiviteter og budget. Der indgås resultatkontrakt mellem centret og Børne- og Socialministeriet. For centret underskriver bestyrelsesformanden resultatkontrakten. På grundlag af et forslag udarbejdet af centerlederen, vedtager bestyrelsen det årlige budget for institutionen. Budgettet skal foreligge vedtaget senest i december måned forud for budgetåret.
Centret aflægger en årsrapport efter retningslinjer givet af Børne- og Socialministeriet. Årsrapporten skal dokumentere, at centrets bevilling er anvendt i overensstemmelse med forudsætningerne, og at de tilsigtede resultater er opnået. Det påhviler bestyrelsen at sikre, at centret foretager de nødvendige registreringer til årsrapportens aflæggelse. Årsrapporten udarbejdes af centerlederen, og den reviderede årsrapport godkendes af bestyrelsen ved dennes underskrift. Årsrapporten indsendes til Børne- og Socialministeriet.
Den 11. januar 2019 beskikkede Børne- og Socialministeriet en bestyrelse under ledelse af konstitueret formand, sognepræst, foredragsholder og konsulent, Ole Kamp, der blev indstillet af den afgående bestyrelse.

## Registre
Center for Selvmordsforskning fører to offentlige registre, hvis data bygger på bopælskommune: Register for Selvmord og Register for Selvmordsforsøg.

### Register for Selvmord
Register for Selvmord dækker perioden 1970-2016 og indeholder alle registrerede selvmord i Danmark. I forbindelse med et dødsfald udfærdiges en dødsattest. Informationer herfra overføres til Dødsårsagsregisteret, der udarbejdes af Sundhedsdatastyrelsen.
Register for Selvmord er et udtræk herfra med de dødsfald, der skyldes selvmord. Registeret indeholder ca. 36.000 selvmord med angivelse af den anvendte metode og dato. Desuden indeholder det oplysninger om personen, dvs. køn, alder, civilstand og bopælskommune. Registeret anvendes til udarbejdelse af statistik om selvmord og til forskning. Data opdateres årligt. Dødsårsagsregistret kan modtage dødsattester flere år efter et dødsfald, hvorfor antallet af selvmord vil kunne blive opdateret bagudrettet.

### Register for Selvmordsforsøg
Register for Selvmordsforsøg dækker perioden 1990-2016. Registret indeholder selvmordsforsøg med kontakt til et sygehus enten i form af en indlæggelse eller et skadestuebesøg på en somatisk eller psykiatrisk afdeling med kontaktårsag EUW (selvmordshandling).
Registret udarbejdes af Center for Selvmordsforskning på baggrund af journaler fra indlæggelser. Registeret indeholder ca. 10.000 selvmordsforsøg, der er foretaget af ca. 6.000 personer. Mange selvmordsforsøgere har foretaget mere end ét forsøg. I registeret findes information om de anvendte metoder, dato og klokkeslæt samt bagvedliggende årsager til selvmordsforsøget. Desuden registreres oplysninger om personen, dvs. køn, alder og bopælskommune. Registeret anvendes til udarbejdelse af statistik om selvmordsforsøg og til forskning.
Center for Selvmordsforskning har siden 1. april 1989 til og med 2010 registreret selvmordsforsøg i det gamle Fyns Amt på baggrund af skadekort fra de fynske skadestuer. Tallene fra Fyn kan give et fingerpeg om udviklingstendenser, når det gælder selvmordsforsøg på landsplan, fordi den fynske befolkning kan siges at udgøre et repræsentativt udsnit af den danske befolkning. I perioden ansås Fyns Amt for at være repræsentativt for landets befolkning, og man kan derfor konvertere data til landsdækkende ved at gange med 10.
Register for Selvmordsforsøg er under udvidelse, og skal på sigt dække hele landet.
- Registret dækker kun Fyns Amt i perioden 1990-2010
- Registret dækker kun Region Syddanmark i perioden 2011
- Registret dækker kun regionerne Nordjylland og Sjælland i perioden 2012-2016[6]